# Olga Adamska
Olga Adamska (ur. 4 maja 1973 w Szczecinie) – polska aktorka teatralna.

## Życiorys

### Dzieciństwo i edukacja
Dzieciństwo spędziła w dzielnicy Pogodno. Uczęszczała do szkoły podstawowej przy ul. Siemiradzkiego. Teatrem interesowała się od najmłodszych lat. Uczestniczyła w zajęciach o profilu teatralnym w Pałacu Młodzieży w Szczecinie. Brała udział w lokalnych i ogólnopolskich konkursach recytatorskich. Występowała także na akademiach. W trakcie nauki w II Liceum Ogólnokształcącym im. Mieszka I zainteresowała się również poezją śpiewaną.
Po ukończeniu szkoły średniej zadebiutowała na scenie Piwnicy przy Krypcie w wieczorze kabaretowym Po sezonie po raz piąty (1993). Wkrótce wyjechała do Krakowa z zamiarem podjęcia studiów w Państwowej Wyższej Szkole Teatralnej im. Ludwika Solskiego. Równocześnie złożyła dokumenty na Wydziale Filozofii Uniwersytetu Jagiellońskiego. Na studia aktorskie dostała się dopiero za drugim razem. W słynnej krakowskiej uczelni teatralnej studiowała m.in. pod kierunkiem prof. Izabelli Olszewskiej, Anny Polony i Jerzego Treli. Zajęcia z reżyserii odbyła pod kierunkiem Mikołaja Grabowskiego. Dyplom u Jana Peszka i Mikołaja Grabowskiego.

### Kariera
Jeszcze w trakcie studiów zadebiutowała rolą Marie Szatow w przedstawieniu Biesy albo Mały Plutarch żywotów nieudanych Fiodora Dostojewskiego w reż. Ludwika Flaszena w Teatrze Starym (1995).
Po ukończeniu PWST  zagrała w Babińcu Antoniego Czechowa w reż. Grzegorza Wiśniewskiego w Teatrze Stu. Ze względu na brak interesujących propozycji aktorskich postanowiła opuścić Kraków i wrócić do rodzinnego miasta.
W 1998 roku została zaangażowana przez dyrektora Adama Opatowicza do Teatru Polskiego. Ze sceną tą związana jest do dziś. Tu zadebiutowała rolą księżnej Iriny Wsiewołodownej w Szewcach Witkacego w reż. Andrzeja Markowicza.
Współpracuje również z Teatrem Kameralnym, kierowanym przez Michała Janickiego, Teatrem Krypta i z Pogotowiem Teatralnym. Jest również aktorką kabaretu Czarny Kot Rudy. Daje również własne recitale.
Brała udział w Przeglądzie Piosenki Aktorskiej we Wrocławiu, zostając finalistką tej imprezy w roku 1998 i 2006.
Dwukrotnie nominowana przez publiczność do szczecińskiej nagrody Bursztynowego Pierścienia (1999 i 2007), uzyskała to prestiżowe wyróżnienie w 2007 roku za rolę Hrabiny Hrr w Stacyjce Zdrój Jeremiego Przybory i Jerzego Wasowskiego w reż. Adama Opatowicza i Andrzeja Poniedzielskiego.

## Role teatralne
- Po sezonie po raz piąty (wieczór kabaretowy), Piwnica przy Krypcie, 19 czerwca 1993
- Biesy albo Mały Plutarch żywotów nieudanych Fiodor Dostojewski, w reż. Ludwika Flaszena, jako Marie Szatow, Teatr Stary, 1995
- Babiniec Antoniego Czechowa, w reż. Grzegorza Wiśniewskiego, Teatr STU, 1997
- Szewcy Stanisław Ignacy Witkiewicz, w reż. Andrzej Markowicz obsada aktorska, jako Księżna Irina Wsiewołodowna, Teatr Polski, 10 maja 1998
- Ogrody czasu wg utworów Federico Garcíi Lorki, w reż. Adam Opatowicz obsada aktorska, jako Belisa, Teatr Polski, 3 października 1998
- Cztery koty, czyli pies z kulawą nogą w reż. Adam Opatowicz, Teatr Polski, 7 listopada 1998
- Skóra węża Slobodan Snajder, w reż. Tatiana Malinowska-Tyszkiewicz, Teatr Krypta, 23 listopada 1998
- Wizyta starszej pani Friedrich Dürrenmatt, w reż. Ryszard Major, jako Dziennikarz I, Teatr Polski, 6 lutego 1999
- Rewizor Nikołaj Gogol, w reż. Wojciech Solarz obsada aktorska, jako Maria Antonowna, Teatr Polski, 29 maja 1999
- Antygona Sofokles, w reż. Tatiana Malinowska-Tyszkiewicz, jako Przodownik Chóru, Teatr Polski, 16 października 1999
- Przygody rozbójnika Rumcajsa Václav Čtvrtek, Saša Lichý, w reż. Adam Dzieciniak, jako Jiczinianka, Teatr Polski, 11 grudnia 1999
- Wesele Stanisław Wyspiański, w reż. Janusz Józefowicz osada aktorska, w reż. Rachel, Teatr Polski, 2 września 2000
- Trans-Atlantyk Witold Gombrowicz, w reż. Wiesław Górski, jako Urzędniczka firmy „Koński psi interes”, Teatr Polski, 14 października 2000
- Nerwy szminek, czyli dwa razy więcej nóg za tę samą cenę, w reż. Michał Janicki, Teatr Kameralny, 31 marca 2001
- Dekameron Giovanni Boccaccio, w reż. Tatiana Malinowska-Tyszkiewicz, jako Beatrycze, Żona Zeppy, Teatr Polski, 12 maja 2001
- Morderstwo w hotelu Sam Bobrick, Ron Clark, w reż. Michał Janicki, jako Arlen Miller, Teatr Kameralny, 1 grudnia 2001
- Szkoła żon Molière, w reż. Andrzej Sadowski, jako Agatka, Teatr Polski, 12 stycznia 2002
- Czarownice z Salem Arthur Miller, w reż. Jacek Bunsch, jako Mercy Lewis, Teatr Polski, 6 kwietnia 2002
- Hamlet William Shakespeare, w reż. Adam Opatowicz, jako Aktorka, Teatr Polski, 7 czerwca 2002
- Maestro Gershwin Olga Makarowa, w reż. Michał Janicki, jako Geri Lawrence, Teatr Kameralny, 22 czerwca 2002
- Kordian Juliusz Słowacki, w reż. Andrzej Rozhin, jako Anioł; Zakonnica II, Teatr Polski, 21 września 2002
- Wariat i zakonnica, czyli Nie ma złego, co by na jeszcze gorsze nie wyszło Stanisław Ignacy Witkiewicz, w reż. Adam Opatowicz, jako Siostra Anna, Teatr Polski, 9 listopada 2002
- 4 kwadranse humoru, czyli kwadrans muzyczny, kwadrans liryczny, kwadrans polityczny i sex sceniczny, w reż. Michał Janicki, Teatr Kameralny, 30 listopada 2002
- Wieczór teatralny z Konstantym Konstanty Ildefons Gałczyński, w reż. Ryszard Major, Teatr Polski, 16 lutego 2003
- Ubu niewolnik, czyli Francuzi Alfred Jarry, w reż. Wiesław Górski, jako Trójkolorowa, Teatr Polski, 26 kwietnia 2003
- Kolacja dla głupca Francis Veber, w reż. Anna Kękuś, jako Christine, Teatr Polski, 16 sierpnia 2003
- Faust tragedii część I i II Johann Wolfgang Goethe, w reż. Ryszard Major, jako Helena, Teatr Polski, 8 listopada 2003
- Sposób na życie, czyli... Fadil Hadżić, w reż. Ewa Grabowska, jako Kobieta, Teatr Kameralny, 29 listopada 2003
- Prywatna klinika John Chapman, Dave Freeman, w reż. Stefan Szaciłowski, jako Harriet, Teatr Polski, 6 lutego 2004
- Sen nocy letniej William Shakespeare, w reż. Adam Opatowicz, jako Hermia, Teatr Polski, 12 sierpnia 2004
- Elementarz Marian Falski, w reż. Ryszard Major, Teatr Polski, 1 września 2004
- Igraszki z diabłem Jan Drda, w reż. Wojciech Solarz, jako Disperanda, Teatr Polski, 2 stycznia 2005
- Sufit Jonasza Kofty, czyli gdzie ta bohema Jonasz Kofta, w reż. Adam Opatowicz, Teatr Polski, 26 lutego 2005
- Cień Wojciech Młynarski, w reż. Adam Opatowicz, jako Julia Giulii, Teatr Polski, 18 czerwca 2005
- Dancing Szczecin, w reż. Adam Opatowicz, Teatr Polski, 20 stycznia 2006
- Boy, Honor i Ojczyzna Tadeusz Boy-Żeleński, w reż. Stanisław Tym, Teatr Polski, 27 maja 2006
- Don Kichot Miguel de Cervantes, w reż. Ryszard Major, Teatr Polski, 11 listopada 2006
- Koszerne trzy po trzy, w reż. Michał Janicki, Teatr Kameralny, 17 grudnia 2006
- Stacyjka Zdrój Jeremi Przybora, Jerzy Wasowski, w reż. Adam Opatowicz, Andrzej Poniedzielski, jako Hrabina Hrr, Teatr Polski, 31 marca 2007
- Czerwony element (recital) piosenki m.in. Mirosława Czyżykiewicza, Hanki Ordonówny, Kayah, Wojciecha Waglewskiego, Camarillo Jazz Club, 24 kwietnia 2007
- Gąska Nikołaj Kolada, w reż. Anna Kękuś-Poks, jako Ałła, Teatr Polski, 10 listopada 2007
- Tuwim Zaczarowany Adam Opatowicz (scenariusz na podst. tekstów Juliana Tuwima), w reż. Adam Opatowicz, Teatr Polski, 23 maja 2008
- Burza William Shakespeare, w reż. Adam Opatowicz, Teatr Polski, 14 sierpnia 2008
- Śpiewnik domowy Jana Kaczmarka na podst. tekstów Jana Kaczmarka, w reż. Adam Opatowicz, Andrzej Poniedzielski, Teatr Polski, 7 marca 2009
- Którędy do morza Roman Ossowski, w reż. Adam Opatowicz, jako Żona aparatczyka, Teatr Polski, 6 lutego 2010
- Po omacku Donald Churchill, w reż. Michał Janicki, jako Sonia, Teatr Kameralny, 12 czerwca 2010
- Uwierz w swoją nieważność, w reż. Adam Opatowicz, Teatr Polski, 11 września 2010
- Jesiennik salonowy albo intymne życie Mikołaja Kopernika , w reż. Adam Opatowicz, Teatr Polski, 30 września 2010
- Wyzwolenie Stanisław Wyspiański, w reż. Waldemar Modestowicz, jako Maska, Muza, Teatr Polski, 23 października 2010
- Bóg mordu Yasmina Reza, w reż. Marek Gierszał, jako Annette Reille, Teatr Polski, 15 stycznia 2011
- Gazeta spada zawsze papierem do góry Stanisław Tym, w reż. Stanisław Tym, jako Córka Vivien (aktorka filmów erotycznych), Teatr Polski, 9 kwietnia 2011
- Noc, czyli słowiańsko-germańska tragifarsa medyczna Andrzej Stasiuk, w reż. Julia Wernio, Teatr Polski, 10 września 2011
- Koniom i zakochanym siano pachnie inaczej Adam Opatowicz, w reż. Adam Opatowicz, Teatr Polski, 9 listopada 2011
- Paryż, 30 czerwca Patrycja Fessard, w reż. Michał Janicki, jako Lydia Witkiewiczówna, Teatr Kameralny, 12 listopada 2011
- Bal manekinów Bruno Jasieński, w reż. Adam Opatowicz, jako Manekin damski; Solange, Teatr Polski, 10 grudnia 2011
- Czego nie widać Michael Frayn, w reż. Andrzej Zaorski, jako Olga, już nie naiwna, Teatr Polski, 26 maja 2012
- Magia obłoków na podst. utworów Jana Kantego Pawluśkiewicza i Marka Grechuty, w reż. Adam Opatowicz, Teatr Polski, 8 września 2012
- Jak wam się podoba William Shakespeare, w reż. Marek Gierszał	asystent reżysera, jako Karol, zapaśnik na dworze księcia Fryderyka; Lakmus, błazen, Teatr Polski, 11 maja 2013
- Opera za trzy grosze Bertolt Brecht, w reż. Adam Opatowicz, jako Jenny Knajpiarka, Teatr Polski, 4 stycznia 2014
- Kobieta, która ugotowała męża Debbie Isitt, w reż. Tomasz Obara	asystent reżysera, jako Hilary, Teatr Polski, 27 marca 2014
- Hotel snów Marek Pacuła i Adam Opatowicz (scenariusz), w reż. Adam Opatowicz, Teatr Polski, 24 maja 2014
- Romeo i Julia 1939 William Shakespeare, w reż. Grzegorz Suski, jako Głos, Teatr Polski, 13 września 2014
- Gwiezdny saturator Modiglianiego, w reż. Adam Opatowicz, Teatr Polski, 22 stycznia 2015
- Rosyjska noc, w reż. Adam Opatowicz, Teatr Polski, 14 marca 2015
- Podwieczorek u Łazarza Artur Daniel Liskowacki, w reż. Adam Opatowicz, jako Pani T., Teatr Polski, 6 czerwca 2015
- Pan Geldhab Aleksander Fredro, w reż. Janusz Cichocki, jako Major, przyjaciel Lubomira, Teatr Polski, 5 grudnia 2015
- Wieczór w teatrze Federico Garcii Lorki, w reż. Adam Opatowicz, jako Żona widza, Teatr Polski, 30 stycznia 2016
- Pif! Paf! Papuga i paw, w reż. Adam Opatowicz, Teatr Polski, 15 kwietnia 2016
- Kawiarenka Hemar Adam Opatowicz i Andrzej Poniedzielski (scenariusz na podst. piosenek Mariana Hemara), w reż. Adam Opatowicz, Teatr Polski, 13 sierpnia 2016
- Mieszczanie Maksym Gorki, w reż. Anton Malikov, jako Helena, Teatr Polski, 10 grudnia 2016
- Uwiedziona Chili Show Olgi Adamskiej Marian Hemar, Tadeusz Boy-Żeleński, Wojciech Młynarski, Henri Michaux, Jeremi Przybora, Ireneusz Iredyński, w reż. Adam Opatowicz (realizacja), Teatr Polski, 4 lutego 2017
- Wio!... siennik, w reż., Teatr Polski, 19 maja 2017
- Przedstawienie „Hamleta” we wsi Głucha Dolna Ivo Brešan, w reż. Tomasz Obara, jako Maria Miś, zwana Majkača, bufetowa w gospodzie ludowej, w roli królowej Gertrudy, Teatr Polski, 16 września 2017
- Pensjonat Pana Bielańskiego Carl Laufs i Wilhelm Jacoby, w reż. Marek Gierszał, jako Baronowa Sołowiejczyk, pisarka powieści z wydźwiękiem, Teatr Polski, 6 stycznia 2018

## Nagrody i wyróżnienia
- 2007 – Bursztynowy Pierścień za rolę Hrabiny Hrr w Stacyjce Zdrój Jeremiego Przybory i Jerzego Wasowskiego w reż. Adama Opatowicza i Andrzeja Poniedzielskiego w Teatrze Polskim